# Winnyćki Stawy
Winnyćki Stawy (ukr. Вінницькі Стави) – wieś na Ukrainie, w obwodzie kijowskim, w rejonie białocerkiewskim, w hromadzie Kowaliwka, nad Rutką. W 2001 roku liczyła 657 mieszkańców.
Miejscowość nosiła dawniej nazwy Seredyna Słoboda i Seredynka. W początkach stycznia 1826 roku, w czasie powstania dekabrystów, przez wieś przechodził powstańczy pułk czernihowski z Siergiejem Murawjowem-Apostołem na czele. W czasach radzieckich w miejscowości znajdowała się siedziba kołchozu im. Kirowa.